# Christoph Josten (Mediziner)
Christoph Josten (* 19. August 1954) ist ein deutscher Chirurg und Unfallchirurg. Er ist zudem Hochschullehrer sowie Medizinischer Vorstand des Universitätsklinikums Leipzig.

## Leben
Josten studierte von 1973 bis 1979 Medizin am Universitätsklinikum des Saarlandes. Parallel dazu begann er ab 1976 ein Psychologiestudium. 1981 wurde er in Homburg zum Dr. med. promoviert. Nach seiner Assistenzarztzeit an verschiedenen Kliniken wechselte er 1983 an die Chirurgische Klinik vom Berufsgenossenschaftlichen Universitätsklinikum Bergmannsheil in Bochum. Dort erhielt er 1986 die Anerkennung als Facharzt für Chirurgie und 1987 die Teilgebietsbezeichnung Unfallchirurgie. Ab 1987 war er Oberarzt, später Leitender Oberarzt am Bergmannsheil. 1989 verbrachte er als Stipendiat der Deutschen Gesellschaft für Chirurgie einige Zeit an Kliniken in den Vereinigten Staaten. Nach seiner Habilitation 1990 wurde er 1997 auf den Lehrstuhl für Unfallchirurgie der Universität Leipzig berufen, und war dort Direktor der Klinik für Unfall- und Wiederherstellungschirurgie und seit 2014 Geschäftsführender Direktor der Klinik für Orthopädie, Unfallchirurgie und Plastische Chirurgie. Seit dem 1. Oktober 2019 ist Josten Medizinischer Vorstand des Universitätsklinikums Leipzig.

## Ehrungen
- Sächsischer Verdienstorden (2023)[4]

## Ämter
- 2002 Präsident des Mitteldeutschen Chirurgenkongresses
- 2010 Präsident der Norddeutschen Orthopädenvereinigung
- seit 2010 Vorstandsmitglied der Deutschen Gesellschaft für Unfallchirurgie
- 2012 Präsident der Deutschen Gesellschaft für Unfallchirurgie
- 2012 Vizepräsident der Deutschen Gesellschaft für Orthopädie und Unfallchirurgie
- 2014 Präsident der Deutschen Wirbelsäulengesellschaft[5]
- 2018 Dekan der Medizinischen Fakultät der Universität Leipzig
- 2019 Medizinischer Vorstand des Universitätsklinikums Leipzig